# Ophrys bombyliflora
L'ofride fior di bombo (Ophrys bombyliflora Link, 1799) è una pianta appartenente alla famiglia delle Orchidacee, diffusa sul versante settentrionale del bacino del Mediterraneo.

## Descrizione

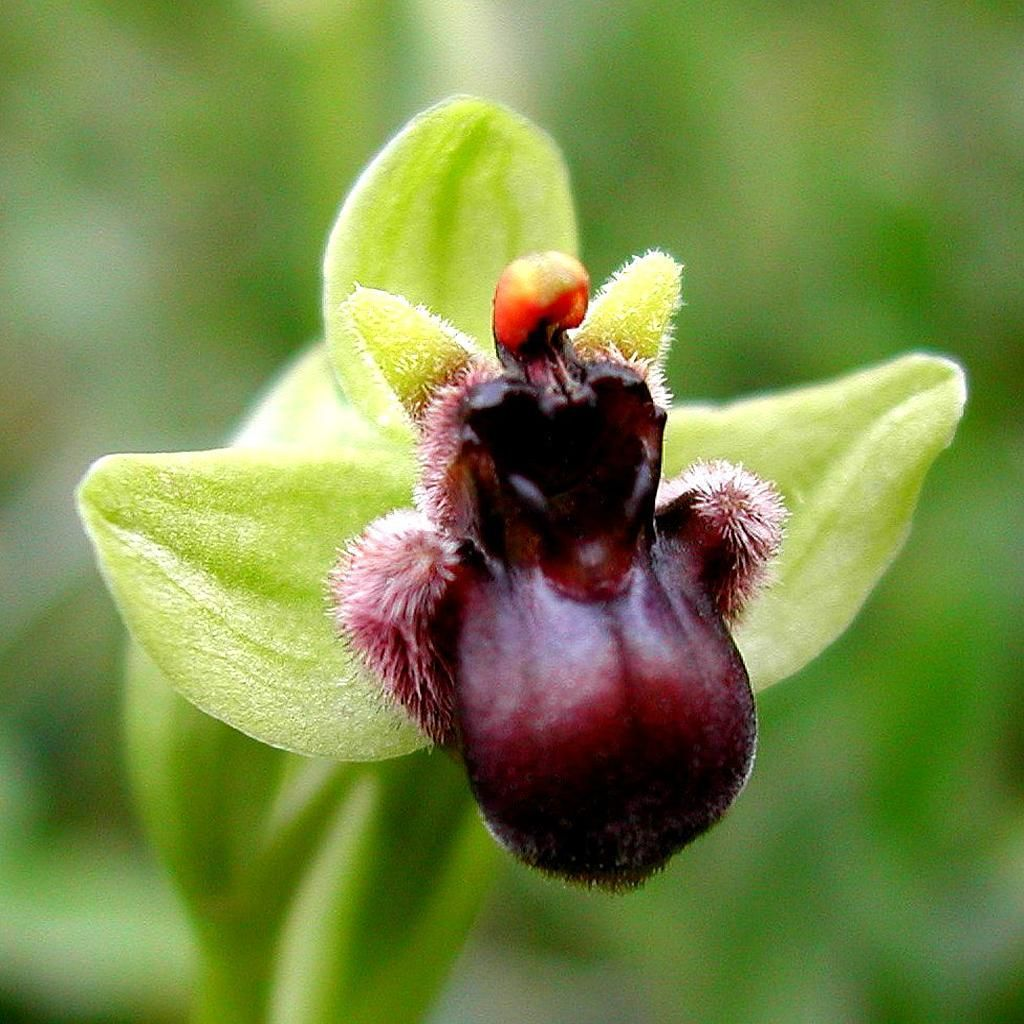
Dettaglio del fiore

È una pianta erbacea alta 5–20 cm, con foglie ovato-lanceolate disposte a rosetta, e brattee larghe e concave.
L'infiorescenza raggruppa 2-5 fiori con sepali verdi, ovati, e petali corti, triangolari, con apice ottuso, pubescenti, giallo-verdastri, brunastri alla base.
Il labello è trilobato, con lobi laterali che presentano due gibbosità villose e lobo mediano emisferico, bruno e pubescente all'apice, glabro e plumbeo alla base, con appendice apicale verdastra.
Il ginostemio è corto, con apice ottuso e cavità stigmatica cuoriforme, contornata da callosità prominenti.
L'apparato radicale è costituito da 3-5 rizotuberi, sferici.
Fiorisce da febbraio a maggio.

## Biologia
L'impollinazione è entomofila, ad opera di imenotteri del genere Eucera (E. grisea, E. nigrilabis, E. longicornis, E. tuberculata).
O. bombyliflora può riprodursi anche per via vegetativa, fatto non comune tra le specie del genere Ophrys, per moltiplicazione dei rizotuberi.

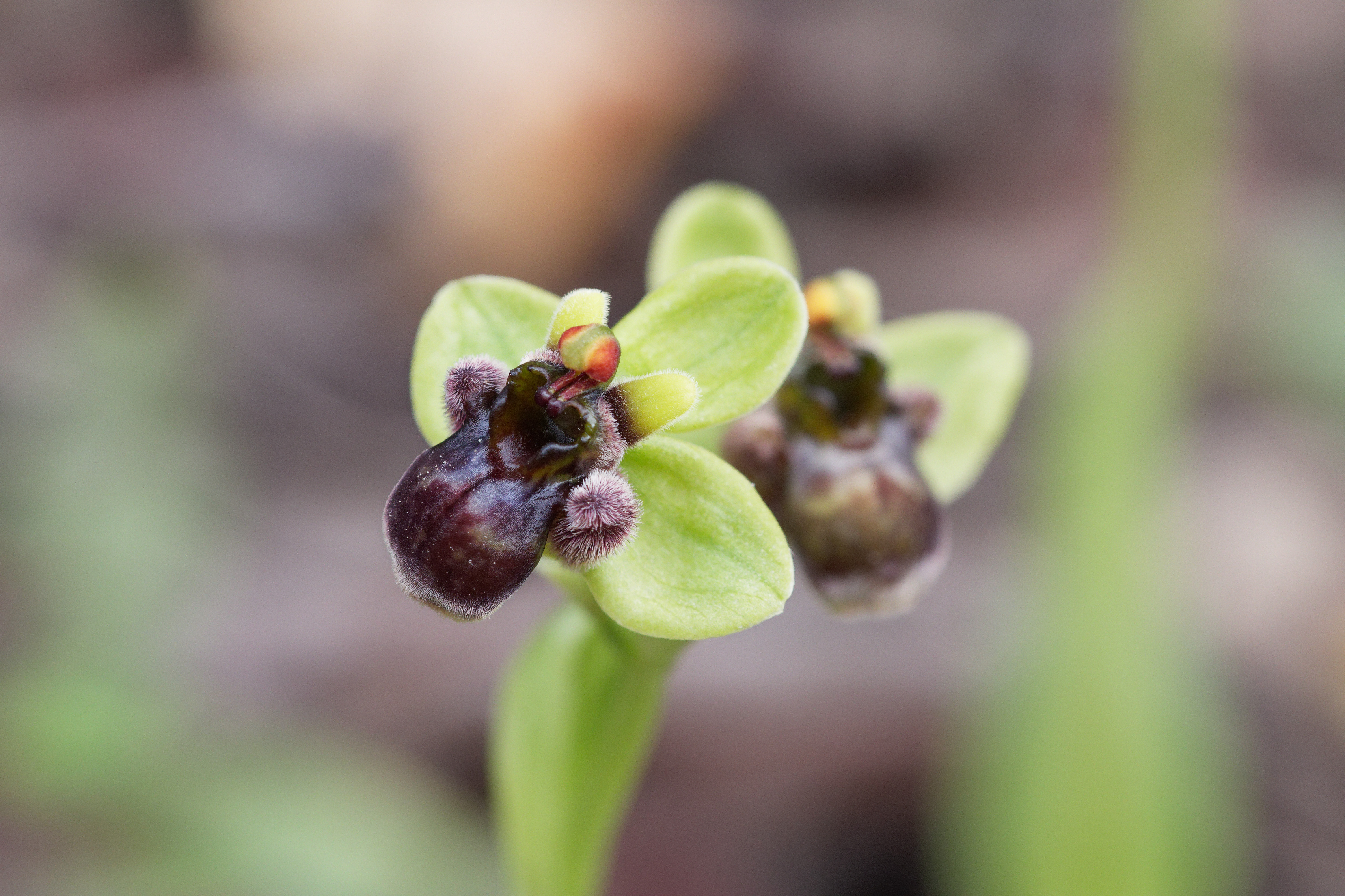
Dettaglio laterale del fiore

## Distribuzione e habitat
È diffusa in Europa meridionale (Portogallo, Spagna, Francia, Italia, Grecia e Malta), nelle isole Canarie e in Asia minore.
In Italia è comune nelle regioni meridionali e nelle isole, rara al centro e in Romagna, assente nel resto dell'Italia settentrionale.
Cresce su praterie e garighe  fino a 1000 m di altitudine. Predilige i terreni calcarei.